# 新疆生产建设兵团第三师四十二团
新疆生产建设兵团第三师四十二团是中华人民共和国新疆生产建设兵团第三师下辖的一个团，与新疆维吾尔自治区图木舒克市龙口镇实行“团镇合一”的管理体制。

## 行政区划
新疆生产建设兵团第三师四十二团下辖以下单位：
团部、林畜站社区、二连、三连、四连、六连、七连和十连。